# Ascidia decepta
Ascidia decepta är en sjöpungsart som beskrevs av Kott 1985. Ascidia decepta ingår i släktet Ascidia och familjen Ascidiidae. Inga underarter finns listade i Catalogue of Life.